# Bussea
Bussea là một chi thực vật có hoa trong họ Đậu.